# SUPER JUNIOR D&E THE 2nd JAPAN TOUR 2015 - Present -
《SUPER JUNIOR D&E THE 2nd JAPAN TOUR 2015 - Present -》는 슈퍼주니어-D&E의 2번째 일본 전국 콘서트 투어이다.

## 개요
2014년 12월 20일, 슈퍼주니어는 SUPER SHOW 6의 후쿠오카 공연에서 슈퍼주니어의 듀오 유닛 슈퍼주니어-D&E의 2번째 일본 아레나 투어를 개최를 선언하였고, 2015년 1월 13일에는 공연 일정을 공개하였다. 당초 9회 공연으로 예정되었으나 호응이 좋아 마린멧세 후쿠오카에서의 1회 공연이 추가되었다.

## 투어 일정
| 일정            | 도시     | 장소                 | 관객 수       |
| --------------- | -------- | -------------------- | ------------- |
| 2015년 4월 3일  | 기옥     | 사이타마 슈퍼 아레나 | 통산 45,000명 |
| 2015년 4월 4일  | 기옥     | 사이타마 슈퍼 아레나 | 통산 45,000명 |
| 2015년 4월 5일  | 기옥     | 사이타마 슈퍼 아레나 | 통산 45,000명 |
| 2015년 4월 9일  | 대판     | 오사카 성 홀         | 통산 48,000명 |
| 2015년 4월 10일 | 대판     | 오사카 성 홀         | 통산 48,000명 |
| 2015년 4월 11일 | 대판     | 오사카 성 홀         | 통산 48,000명 |
| 2015년 4월 18일 | 나고야시 | 니혼 가이시 홀       | 통산 20,000명 |
| 2015년 4월 19일 | 나고야시 | 니혼 가이시 홀       | 통산 20,000명 |
| 2015년 4월 22일 | 복강     | 마린멧세 후쿠오카    | 통산 20,000명 |
| 2015년 4월 23일 | 복강     | 마린멧세 후쿠오카    | 통산 20,000명 |

## 세트 리스트
- Opening VCR -
- Scary House (JP)
- MOTORCYCLE (JP)
- Bari 5! (JP)

- Ment -
- Lights, Camera, Action! (KR)
- The Beat Goes On (KR)
- SKELETON (JP)

- VCR #2 -
- 超プレッシャー (JP/초 프래셔)
- Acoustic Medley

1. Wonderland (JP)
2. 1+1=LOVE (KR)

- Symphony (JP)
- Growing Pains (JP)

- VCR #3 -
- Mother (KR)
- 君が泣いたら (JP/그대가 운다면)

- Ment -
- Where Is She (JP)
- Sweater＆Jeans (KR)
- Breaking Up (KR)

- VCR #4 -
- W I N E (JP)
- Teenage Queen (JP)
- I WANNA DANCE (JP)
- Oppa, Oppa (JP)
- Saturday Night (JP)

- Encore VCR -
- Kiss Kiss Dynamite (JP)
- Hello (JP)

- Ment -
- GIFT (JP)

## 게스트
| 일정            | 게스트   |
| --------------- | -------- |
| 2015년 4월 4일  | 최강창민 |
| 2015년 4월 22일 | 려욱     |
| 2015년 4월 23일 | 규현     |

## 제작
- 슈퍼주니어-D&E (은혁, 동해)
- 기획 · 제작 : 에이벡스 엔터테인먼트, SM 엔터테인먼트 재팬
- 총연출 : 오오쿠보 마사오